# 1719 Дженс
1719 Дженс (1719 Jens) — астероїд головного поясу, відкритий 17 лютого 1950 року.
Тіссеранів параметр щодо Юпітера — 3,309.